# Gute Laborpraxis
Gute Laborpraxis (GLP) (englisch Good Laboratory Practice) ist ein formaler Rahmen für die Durchführung von Sicherheitsprüfungen an Chemikalien, Arzneimitteln, Pflanzenschutzmitteln, Lebensmittelzusatzstoffen und Sprengstoffen. In vielen Ländern ist die GLP gesetzlich vorgeschrieben.
Der Anwendungsbereich nach GLP-Vorschrift sind die „nichtklinische[n] experimentelle[n] Prüfungen von Stoffen oder Zubereitungen, deren Ergebnisse eine Bewertung ihrer möglichen Gefahren für Mensch und Umwelt in einem Zulassungs-, Erlaubnis-, Registrierungs-, Anmelde- oder Mitteilungsverfahren ermöglichen sollen, sind unter Einhaltung der Grundsätze der guten Laborpraxis nach Anhang 1 des Gesetzes durchzuführen.“
Die GLP legen den organisatorischen Ablauf und die Bedingungen, unter denen Laborprüfungen geplant, durchgeführt und überwacht werden, fest. Daneben beschäftigen sie sich auch mit der Aufzeichnung und Berichterstattung der Prüfung. Nach GLP durchgeführte Studien werden üblicherweise mit dem Klimisch-Score 1 bewertet.
Neue Versuche zur Datenerhebung im Rahmen der EU-Chemikalienverordnung REACH sind nach GLP (Guten Laborpraxis) durchzuführen. REACH steht für Registration, Evaluation, Authorisation and Restriction of Chemicals, also für die Registrierung, Bewertung, Zulassung und Beschränkung von Chemikalien.
An der internationalen Organisation, und als Orientierungshilfe für die verschiedenen Länder für die GLP, ist die OECD beteiligt. Die deutsche Bundesstelle für Gute Laborpraxis (GLP-Bundesstelle) ist beim Bundesinstitut für Risikobewertung (BfR) angesiedelt.
Rechtlich ist die GLP in EG-Richtlinien und in Deutschland im Chemikaliengesetz (ChemG) verankert. Im Anhang 1 des ChemG sind die „Grundsätze der Guten Laborpraxis (GLP)“ hinterlegt.

## Historische Entwicklung
Bei der Anmeldung eines pharmazeutischen Produktes in den 1970er Jahren in den USA wurde von der Zuständigen Behörde, der Food and Drug Administration (FDA) festgestellt, dass durchgeführte Untersuchungen und vorgelegte Versuchsdaten nicht übereinstimmten. Daraufhin wurde eine öffentliche Diskussion ausgelöst, dass Laboratorien nicht mit wirtschaftlichem Interesse handeln sollten. Die FDA entwickelte ein Regelwerk, welches als „Good Laboratory Practice (GLP)“ bezeichnet wurde. Dieses ließ sich jedoch noch schlecht auf andere Labortypen, wie z. B. analytische Prüflabors, übertragen.
Die Mitgliedsstaaten der EG übernahmen ebenfalls die GLP. In Deutschland erfolgte dies 1990 durch die Umschreibung des ChemG. In das deutsche Normenwerk wurde später noch die DIN EN ISO/IEC 17025 übernommen, welche für medizinische Laboratorien durch die DIN EN ISO 15189 ergänzt wird. Die letzte GLP-Schrift des BfR erschien am 1. Januar 2018 und befasste sich mit der „Durchführung von GLP-Inspektionen in Deutschland“.
Auch in den anderen wichtigsten Industrieländern ist die GLP heute eingeführt, wodurch die normalen Qualitätsmanagementsysteme ergänzt werden und einer staatlichen Überprüfung unterliegen. 

## Ziele
- Nachvollziehbarkeit von Untersuchungen durch lückenlose Dokumentation

- Festlegung von Verantwortlichkeiten
- Klare organisatorische Regelungen
- Erzeugung von Daten angemessener Qualität zur Bewertung eines Produktes
- Internationale gegenseitige Anerkennung der Daten
- Vermeidung von Mehrfachuntersuchungen[1]

## Vor- und Nachteile
| Vorteile                                   | Nachteile                                                                          |
| ------------------------------------------ | ---------------------------------------------------------------------------------- |
| Höhere Effizienz                           | Kosten (anfangs ca. 20 % höhere Kosten während einer Periode, später nur noch 5 %) |
| Bessere Spezialisierung                    | Hemmung der Innovationskraft und Flexibilität                                      |
| Bessere Wettbewerbsfähigkeit               |                                                                                    |
| Höheres Ansehen bei Kunden und Bevölkerung |                                                                                    |

Fazit: Die höheren Kosten gleichen sich durch höheren Umsatz und damit Gewinn und Rentabilität aus.

## Anforderungen an das Management und Labor
Für Laboratorien gelten grundsätzlich die gleichen Vorgehensweisen der Qualitätsentwicklung und des Qualitätsmanagements wie für jedes andere Unternehmen.
- Aufstellung und Dokumentation einer Unternehmensvision und eines Unternehmensziels
- Jeder Mitarbeiter sollte Möglichkeiten zur Mitarbeit an der Qualitätsentwicklung haben
- Die Qualitätsziele sollten sich auf die für den Kunden wichtigen Bereiche konzentrieren
- Qualitätsziele sollten nach und nach in realistischer Reichweite formuliert werden
- Zur Feststellung des aktuellen Qualitätszustandes sollten Kunden, Führungskräfte und Mitarbeiter eingebunden werden[8]

Qualitätsmanagement im Speziellen für Laboratorien wird im Folgenden genauer beschrieben.
Wichtig ist eine gute Organisation, sodass für jeden Mitarbeiter, inklusive der Laborleitung, seine Verantwortungen, Befugnisse und Aufgaben genau definiert sind. Dafür können die klassischen Werkzeuge des Qualitätsmanagements genutzt werden (z. B. Organigramm). Zudem sollte ein Mitarbeiter als Qualitätsmanager abgestellt werden. Er sollte „unabhängig von anderen Aufgaben und Verantwortungen sein“ und in Kontakt mit den oberen Leitungsebenen stehen. In seiner Verantwortung liegt nun die Einführung eines Qualitätsmanagementsystems und in Zukunft die kontinuierliche Qualitätsverbesserung.
In Laboratorien zählt zu den ersten Schritten bei der Einführung eines Qualitätsmanagementsystems die Niederschrift aller grundsätzlichen Arbeitsschritte und deren Rahmenbedingungen (Programme, Sicherheitshinweise etc.). Im weiteren Verlauf gilt auch hier die stetige Aktualisierung und Weiterentwicklung.
Es muss ein System entwickelt werden, mit dessen Hilfe eine ständige Qualitätskontrolle stattfinden und Qualitätslücken schnell erkannt und deren Ursache behoben werden kann. Dafür sind folgende Fragen hilfreich:
- Stimmen die niedergeschriebenen grundsätzlichen Arbeitsschritte mit der täglichen Praxis überein?
- Was berichten die Führungsebenen?
- Gab es eine externe Begutachtung? Wenn ja, was besagt diese?
- Sind vorbeugende Maßnahmen an Schwachstellen notwendig?
- Wie bewerten Kunden die Qualität von Dienstleistungen und Produkten? Welche Ursachen machen den Großteil der Beschwerden aus?
- Haben sich testweise eingeführte Neuregelungen bewährt?
- Wie ist der Schulungsstand des Personals?

Bei der nächsten Managementbewertung sollte nun festzustellen sein, ob durchgeführte Maßnahmen wirksam waren, oder nicht.
Die Erstellung von Dokumenten im Labor muss vereinheitlicht werden, durch welche auch eine klare Identifikation des/der Verfasser/s möglich sein muss. Auch hier muss festgelegt werden, wer die Befugnis zur Änderung, Neuerstellung und Löschung von Dokumenten hat. Nachträgliche Änderungsmöglichkeiten müssen ausgeschlossen werden, oder klar nachverfolgbar sein. Auf ein größtmögliches Maß an Datenschutz sollte Wert gelegt werden.
Gibt ein Labor Aufträge aus z. B. Kapazitätsmangel weiter, muss die Zustimmung des Kunden eingeholt werden und sichergestellt werden, dass das Labor nach den in Deutschland vorgeschriebenen Normen arbeitet, besser aber über eine Akkreditierung verfügt.
Es muss geprüft werden, ob Chemikalien, Geräte und andere Verbrauchsmaterialien den Anforderungen entsprechen. Diese Prüfungen müssen aufgezeichnet werden. Des Weiteren muss der Zuständigkeitsbereich geregelt sein. Außerdem müssen alle Lieferanten und Dienstleister regelmäßig beurteilt und die Ergebnisse in einer Liste eingetragen werden.
Im Umgang mit Kunden muss die Vertraulichkeit gegenüber anderen Kunden gewahrt werden. Auch die Kommunikation mit dem Kunden muss aufrechterhalten werden. Im Umgang mit Beschwerden muss das Labor Regelungen und Verfahren für den Umgang mit ihnen einführen und Aufzeichnungen darüber anfertigen.
Verfahren über den Umgang mit fehlerhaften Prüfarbeiten müssen beschrieben werden, um die Anforderungen zu erfüllen. Im Anschluss müssen Korrekturmaßnahmen eingeleitet werden, der Kunde unterrichtet werden und es darf erst weitergearbeitet werden, wenn der Fehler behoben wird. Bei den Korrekturmaßnahmen muss bei der Ursachenforschung begonnen werden. Auch vorbeugende Maßnahmen hierfür müssen ermittelt werden.
Nach festgelegtem Plan müssen regelmäßig interne Audits durchgeführt werden. Diese müssen alle Bereiche des Qualitätsmanagements umfassen und als Auditoren müssen geschulte und qualifizierte Mitarbeiter herangezogen werden, die möglichst unabhängig vom auditierten Bereich sind. Die Ergebnisse müssen ebenfalls aufgezeichnet werden.

## GLP-Überwachungsstellen in Deutschland
Neben dem BfR liegt in Deutschland die Qualitätssicherung von Laboratorien im Zuständigkeitsbereich der einzelnen Bundesländer.
- Baden-Württemberg: Landesanstalt für Umwelt, Messungen und Naturschutz
- Bayern: Bayerisches Landesamt für Gesundheit und Lebensmittelsicherheit, Zentrales Qualitätsmanagement; Bayerisches Staatsministerium für Arbeit und Sozialordnung, Familie und Frauen
- Berlin: Landesamt für Arbeitsschutz, Gesundheitsschutz und technische Sicherheit Berlin
- Brandenburg: Ministerium für Umwelt, Gesundheit und Verbraucherschutz
- Bremen: Senatorin für Arbeit, Frauen, Gesundheit, Jugend und Soziales
- Hamburg: Behörde für Soziales, Familie, Gesundheit und Verbraucherschutz; Amt für Arbeitsschutz, Fachbereich Arbeitsplatzbeurteilungen
- Hessen: Hessisches Ministerium für Umwelt, Energie, Landwirtschaft und Verbraucherschutz; Regierungspräsidium Gießen
- Mecklenburg-Vorpommern: Ministerium für Soziales und Gesundheit
- Niedersachsen: Staatliches Gewerbeaufsichtsamt Hildesheim zentrale Unterstützungsstelle Luftreinhaltung, Lärm und Gefahrstoffe
- Nordrhein-Westfalen: Ministerium für Arbeit, Gesundheit und Soziales des Landes Nordrhein-Westfalen
- Rheinland-Pfalz: Ministerium für Umwelt, Forsten und Verbraucherschutz; Landesamt für Umwelt, Wasserwirtschaft und Gewerbeaufsicht
- Saarland: Ministerium für Umwelt, Energie und Verkehr
- Sachsen: Sächsisches Staatsministerium für Umwelt und Landwirtschaft
- Sachsen-Anhalt: Ministerium für Landwirtschaft und Umwelt des Landes Sachsen-Anhalt
- Schleswig-Holstein: Ministerium für Landwirtschaft, Umwelt und ländliche Räume
- Thüringen: Thüringer Landesverwaltungsamt[9]

Zudem befasst sich die Bundesärztekammer regelmäßig mit der Qualitätssicherung laboratoriumsmedizinischer Untersuchungen und aktualisiert die entsprechenden Richtlinien.